# 海倫·奎恩
海倫·罗达·奎恩（英語：Helen Rhoda Quinn，1943年5月19日—），澳大利亞出生的美國粒子物理學家，以尋找三種相互作用力統一理論聞名，並獲得一些榮譽國際獎項。

## 貢獻
海倫·奎恩曾與哈沃德·乔吉及史蒂文·温伯格研究統一理論。
1977年，海倫·奎恩與皮塞提出皮塞-奎恩理論（Peccei–Quinn theory），引入一種假想的亞原子粒子軸子，試圖解決CP守恆問題。